# Francisco Belisário Soares de Sousa
Francisco Belisário Soares de Sousa (Itaboraí, 9 de novembro de 1839 — Rio de Janeiro, 24 de setembro de 1889) foi um jornalista, banqueiro e político brasileiro.

## Carreira
Foi diretor do Banco do Brasil, deputado provincial, deputado geral, ministro da Fazenda no Gabinete Cotegipe, conselheiro de Estado e senador do Império do Brasil de 1887 a 1889.
Quando ministro da fazenda, hipotecou seus escravos e fazendas ao Banco do Brasil, imediatamente antes da Abolição da Escravatura, escândalo denunciado por José do Patrocínio.